# Природни резерват Бољетинка—Гребен
Природни резерват Бољетинка—Гребен jе локалитет у режиму заштите I степена, површине 103,00ha, обухвата кањону Бољетинске реке, непосредно пре ушћа у Дунав, падине Власца и Бољетинског брда.
На простору локалитета налази се профил формације бољетинских јурских кречњака. Вегетацијски мозаик у кањону Бољетинске реке представља првенствено климатогена заједница сладуна и цера са грабићем (Quercetum frainetto-ceriss carpinetosum orientalis). Ова шума задржала се у фрагметима на платоу и благим падинама према Дунаву. 
Осим ње, на платоу Бењетинског брда на малим растојањима смењују се липово-јаворове (Aceri Tilietum) и липово-букове шуме са јоргованом (Aceri-Tilietum syringetosum).